# 생체모방

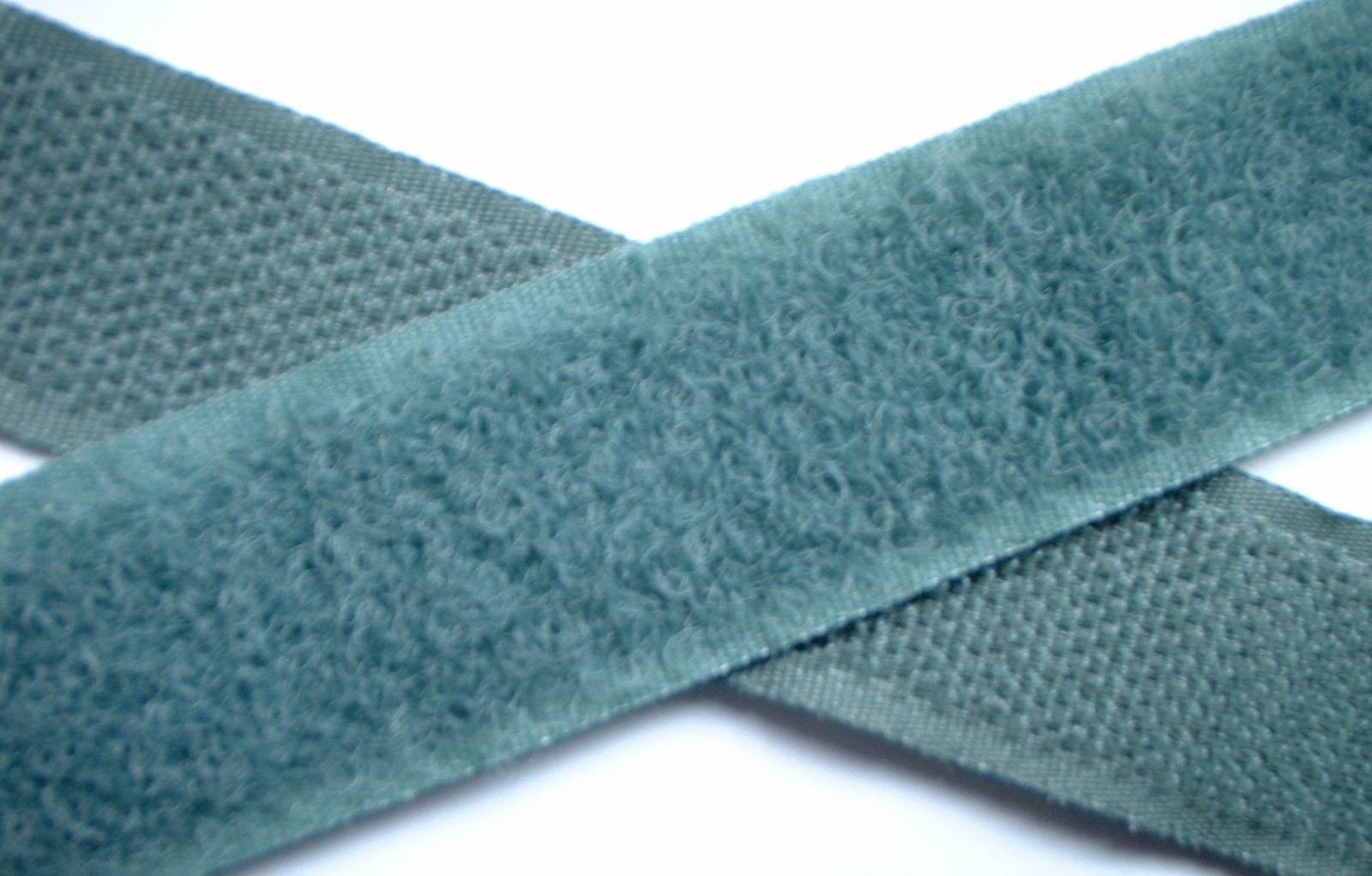
벨크로테이프는 다수의 갈고리 구조를 가진 생물학적 구조를 모방하여 만든 것이다.

생체모방(生體模倣, 영어: biomimetics, biomimicry)은 생명을 뜻하는 'bios'와 모방이나 흉내를 의미하는 'mimesis' 이 두 개의 그리스 단어에서 따온 단어로, 이름에서 알 수 있듯이 생체모방은 자연에서 볼 수 있는 디자인적 요소들이나 생물체의 특성들의 연구 및 모방을 통해 인류의 과제를 해결하는 데 그 목적이 있다. 생체 모방학의 선구자인 재닌 베니어스는 생체 모방을 ‘자연이 가져다 준 혁신'이라 정의하기도 하였다. 현재의 생체 모방학은 새로운 생체물질을 만들고, 새로운 지능 시스템을 설계하며, 생체 구조를 그대로 모방하여 새로운 디바이스를 만들고, 새로운 광학 시스템을 디자인하는데 많은 도움을 주고 있다. 생체모방은 바이오미메틱스(biomimetics)라고 불리기도 하며, 비슷한 단어에는 생체모사가 있다. 이 두 단어는 일정한 방식으로 자연 모방하는 것과 공학적 해결책을 찾기 위해 자연에서 영감을 얻는 것이라는 의미의 차이를 가지고 있으나 거의 같은 의미로 통용되기도 한다.

## 같이 보기
- 복잡계
- 미학